# Saïx

Saïx este o comună în departamentul Tarn din sudul Franței. În 2009 avea o populație de 3.296 de locuitori.

## Evoluția populației
| An        | 1975  | 1982  | 1990  | 1999  | 2006  | 2009  |
| --------- | ----- | ----- | ----- | ----- | ----- | ----- |
| Populație | 1.646 | 2.252 | 2.900 | 3.277 | 3.326 | 3.296 |